# Glandulinidae
Glandulinidae es una familia de foraminíferos bentónicos de la Superfamilia Polymorphinoidea, del Suborden Lagenina y del Orden Lagenida. Su rango cronoestratigráfico abarca desde el Carniense (Triásico superior) hasta la Actualidad.

## Discusión
Clasificaciones previas incluían Glandulinidae en la Superfamilia Nodosarioidea.

## Clasificación
Glandulinidae incluye a las siguientes subfamilias y géneros:
- Subfamilia Glandulininae
  - Barnardina †
  - Dainita †
  - Entosigmomorphina
  - Esosyrinx
  - Euglandulina
  - Glandulina
  - Glandulinoides †
  - Globulotuba
  - Globulotuboides
  - Phlegeria
  - Rimalina †
  - Siphoglobulina
  - Tappanella
  - Tomaculoides
  - Tricarinella †
- Subfamilia Entolingulininae
  - Allanhancockia
  - Bombulina
  - Briceia
  - Entolingulina
  - Entomorphinoides
  - Entopolymorphina
  - Metalingulina
  - Obliquilingulina
  - Oolitella †
- Subfamilia Seabrookiinae
  - Seabrookia

Otro género considerado en Glandulinidae y clasificado actualmente en otra familia es:
- Laryngosigma, ahora en la Familia Polymorphinidae

Otros géneros considerados en Glandulinidae son:
- Atractolina de la Subfamilia Glandulininae, aceptado como Glandulina
- Cerviciferina de la Subfamilia Seabrookiinae, aceptado como Seabrookia
- Encorycium de la Subfamilia Glandulininae, considerado sinónimo posterior de Glandulina
- Glandiolus de la Subfamilia Glandulininae, considerado sinónimo posterior de Glandulina
- Laevicalvatella de la Subfamilia Glandulininae, sustituido por Barnardina
- Mariella † de la Subfamilia Glandulininae, aceptado como Dainita
- Psecadium de la Subfamilia Glandulininae, aceptado como Glandulina

Otro género de Glandulinidae no asignado a ninguna subfamilia es:
- Ninaloomisia, de posición taxonómica incierta